# José Nader
José Leite Nader (Bananal, 24 de fevereiro de 1940 - Rio de Janeiro, 7 de novembro de 2015) foi um advogado e político brasileiro.
Era casado e teve quatro filhos. É advogado formado pela Sociedade de Ensino Superior de Barra Mansa, atual Centro Universitário de Barra Mansa e iniciou a vida pública ocupando vários cargos de direção na prefeitura de Barra Mansa, sua base eleitoral.
Foi designado para várias comissões e membro das: Constituição e Justiça; Obras Públicas; Orçamento e Finanças; Assuntos Municipais; Transportes; Economia, Indústria e Comércio; Redação.
Designado vice-presidente da comissão de Redação e da Comissão de Ciência, Transportes e Energia. Eleito quarto secretário em 1983 e primeiro secretário em 1989 da Assembleia Legislativa do Estado do Rio de Janeiro (ALERJ). José Nader foi filiado à ARENA, ao PDS e ao PDT.
Foi eleito presidente da ALERJ no biênio 1991–1992 e reeleito em 1993–1994. Assumiu interinamente o governo do estado do Rio de Janeiro em decorrência da licença do Governador e do Vice-Governador em 15 de março de 1991.
Foi eleito e nomeado conselheiro vitalício do Tribunal de Contas do Estado do Rio de Janeiro (TCERJ), em outubro de 1994, sendo empossado em maio de 1998. No dia 27 de Outubro de 1994, O juiz Fernando Cabral, da 1ª Zona Eleitoral do Rio, decretou (no dia anterior) a prisão preventiva de quatro acusados de formação de quadrilha para fraude eleitoral. Entre estes José Nader.
O superintendente da Polícia Federal no Rio, à época, Eleutério Parracho, pediu à Assembleia Legislativa licença para ouvir seu presidente, José Nader (PDT), no inquérito que apurou as fraudes. Como Nader presidia a Assembleia, o pedido foi encaminhado a ele mesmo.
O nome de Nader apareceu na apuração das fraudes eleitorais do Rio quando a Corregedoria Eleitoral, com a ajuda da PM "estourou" o escritório de Stravinou (também conhecida pelo epíteto de "A Grega", outra integrante do esquema), que oferecia a candidatos votos em troca de dinheiro.  Outros Dois acusados, e presos, na ocasião foram Roberto Ricardo Silva e João Correa Cabral.
Em 2008, José Nader foi um dos alvos da Operação Passárgada da Polícia Federal, juntamente com os conselheiros José Gomes Graciosa e Jonas Lopes de Carvalho. Os três foram indiciados por corrupção passiva, formação de quadrilha, peculato e advocacia administrativa.
Seu filho, José Nader Júnior, foi deputado estadual entre 2002–2006 e reeleito para o período 2007–2011.
Nas eleições de 2010 foi candidato a deputado estadual, mas obteve inexpressiva votação (pouco mais de 22 mil votos) e não se elegeu.

## Investigação da PF
Em 2008, Nader foi indiciado pela PF por peculato e formação de quadrilha juntamente com José Graciosa. Um esquema de aprovação de contas irregulares seria levado pelos dois, deflagrado pela operação "Pasárgada" da PF. De acordo com a PF, o deputado teria beneficiado a Consultoria Grupo Sim através de contratações sem licitação.

## Cargos eletivos
- Deputado estadual no Rio de Janeiro 1974–1979 e entre 1983–1994.